# Johann Arnold von Clermont

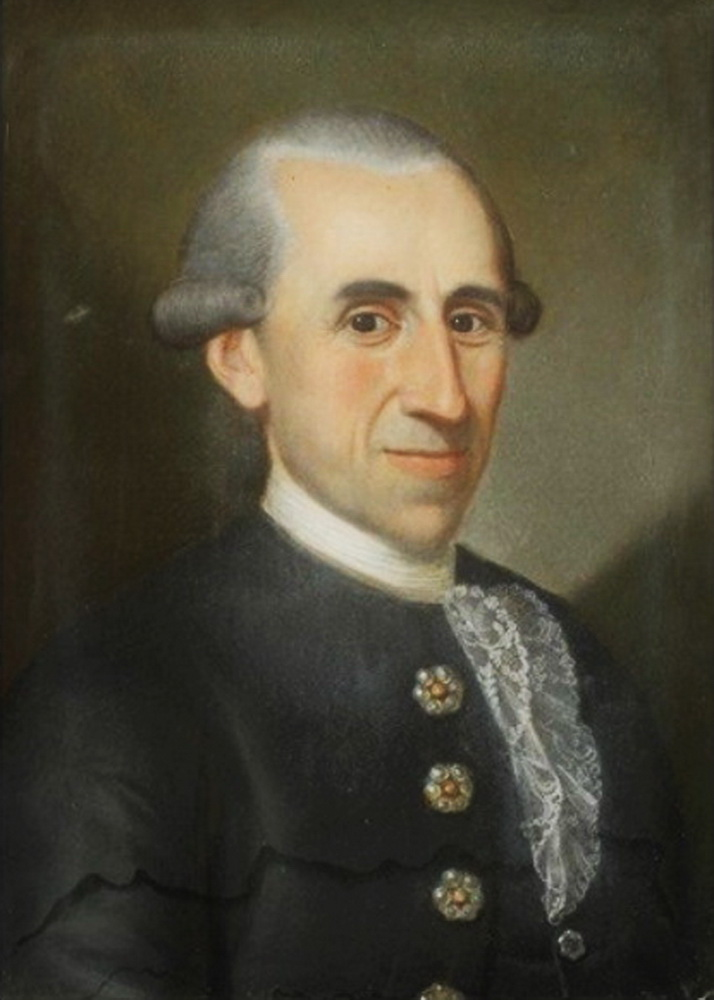
Johann Arnold Clermont, Gemälde von Nicolas Monpeur

Johann Arnold von Clermont (* 24. Mai 1728 in Aachen; † 5. Dezember 1795 in Vaals, Niederlande) war ein deutscher Tuchfabrikant, Industrieller und Bauherr.

## Herkunft
Johann Arnold von Clermont stammte aus einer traditionsreichen Patrizierfamilie, deren Ursprünge im Bereich des heutigen Belgiens liegen. Sie ließ sich etwa im 15. Jahrhundert in Aachen und Burtscheid nieder, wo sich ihre Angehörigen als Tuch- und Nadelfabrikanten und Tuchhändler betätigten sowie politische Ämter im Stadtrat übernahmen.
Nachdem sich die Familie im 16. Jahrhundert dem lutherischen Glauben zugewandt hatte und dadurch im Verlauf der Aachener Religionsunruhen Benachteiligungen in Kauf nehmen musste, orientierte sie sich zunehmend in das benachbarte Vaals, welches zu jener Zeit zum Herzogtum Limburg gehörte und wo den Reformierten freie Religionsausübung gestattet war. Hier gründete der Ururgroßvater von Johann Arnold, der Burtscheider Nadel- und Tuchfabrikant Johannes Clermont (1612–1682), im Jahr 1669 eine erste lutherische Gemeinde. Sein Sohn Esaias Clermont (1647–1706) erwarb dort neben seinem elterlichen Betrieb im Jahr 1695 zusätzlich noch eine Kupfermühle und dessen Sohn Johann Adam Clermont (1673–1731) kaufte im Jahr 1716 das Schloss Neuburg, welches seine Witwe 1732 wieder veräußerte. Johann Adams Sohn Esaias Clermont (1698–1751), Erb- und Gerichtsherr zu Neuburg und ebenfalls Tuchfabrikant in Aachen, ließ für die lutherische Gemeinde in Vaals neben seiner Kupfermühle ein Gotteshaus bauen, welches heute als Kulturzentrum „De Kopermolen“ noch existent ist. Dieser Esaias war verheiratet mit Helene Margarethe von Huyssen (1705–1776), Tochter des Essener Bürgermeisters Arnold von Huyssen (1659–1734), als deren drittes von zehn Kindern schließlich Johann Arnold Clermont geboren wurde. Einer seiner Brüder, Theodor Christian Clermont (1730–1788), wurde Kammergerichtsrat in Berlin, 1765 Präsident des kurmärkischen Pupillenkollegiums und Besitzer des Ritterguts Lenzerwische bei Lenzen an der Elbe. Eine von Johann Arnolds Schwestern, Helene Elisabeth (Betty) Clermont, war mit dem Philosophen Friedrich Heinrich Jacobi verheiratet. Der Essener Bürgermeister Heinrich Arnold Kopstadt war sein Schwager.

## Leben und Wirken

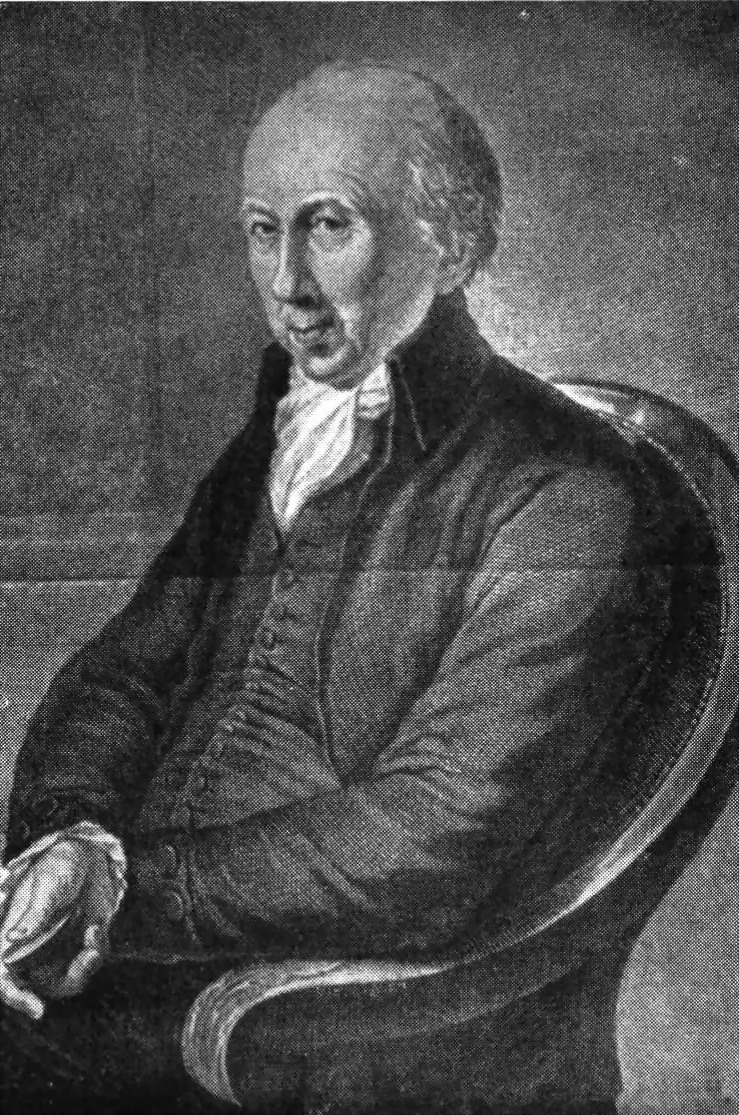
Johann Arnold von Clermont im Alter

Nachdem Johann Arnold von Clermont einen Teil seiner Jugend bei seiner Großmutter mütterlicherseits, der Witwe des Essener Bürgermeisters Arnold von Huyssen, verbracht hatte, um dort die Lateinschule zu besuchen, entschied er sich frühzeitig dazu, eine Handelslehre an renommierten Häusern zunächst in Hamburg und anschließend in Leipzig zu absolvieren. Es war sein Ziel und auch das Bestreben seines Vaters Esaias, ihn als Nachfolger für seine Tuchfabrikation in Aachen aufzubauen. Aus diesem Grunde wurde er nach Abschluss seiner Handelslehre als Repräsentant der väterlichen Tuchfabrik zu den jeweiligen Handelspartnern nach Russland, Polen und Österreich geschickt, um dort Aufträge einzuholen.
Die Tuchfabrikation der Familie Clermont existierte zu diesem Zeitpunkt bereits seit drei Generationen in Aachen. Dort wurden hauptsächlich Tuche zur Herstellung von Soldatenuniformen für die preußische, die russische und später auch für die kaiserliche Garde Napoleons produziert. Zar Peter der Große (1672–1725) persönlich ließ es sich bei einem Besuch in Aachen im Jahre 1717 nicht nehmen, privat bei der Familie Esaias Clermont und seiner Ehefrau Helene Margarethe Huyssen in der Aachener Franzstraße zu übernachten. Hierbei waren die Kontakte des Onkels seiner Ehefrau Heinrich Freiherr von Huyssen (1666–1739), welcher Staatsrat und Diplomat am russischen Hofe war, von enormem Vorteil.
Nach dem frühen Tod des Vaters Esaias im Jahr 1751 war Johann Arnold als ältester Sohn dazu gezwungen, bereits mit 23 Jahren als Handelsdirektor in den Familienbetrieb einzusteigen, der aber zunächst noch von seiner Mutter weiter geleitet wurde. Noch durch den mittlerweile verstorbenen Vater veranlasst, wurde am 29. August 1752 die Familie Johann Arnold Clermont durch Franz I. in den Reichsadelsstand erhoben. Nach und nach baute er nun die Produktionsstätten in Aachen weiter aus. Da aber die rigiden Gesetze des Zunftwesens der Stadt Aachen ihm untersagten, Weber und Tuchscherer in einem Haus zu vereinigen und die genehmigte Anzahl der Webstühle auf vier zu beschränken, zwang ihn diese Situation dazu, sich im benachbarten Ort Vaals im holländischen Teil des Herzogtums Limburg nach geeigneten Möglichkeiten umzuschauen. Außerdem war es für ihn von Vorteil, als Protestant in der Zeit der Gegenreformation dorthin auszuwandern, da in Vaals ein Großteil der wohlhabenden und einflussreichen, innovativen Aachener Protestanten, die sich im streng katholischen Aachen Benachteiligungen ausgesetzt sahen, gerne aufgenommen wurden, besonders wenn sie zusätzlich adliger Herkunft waren.

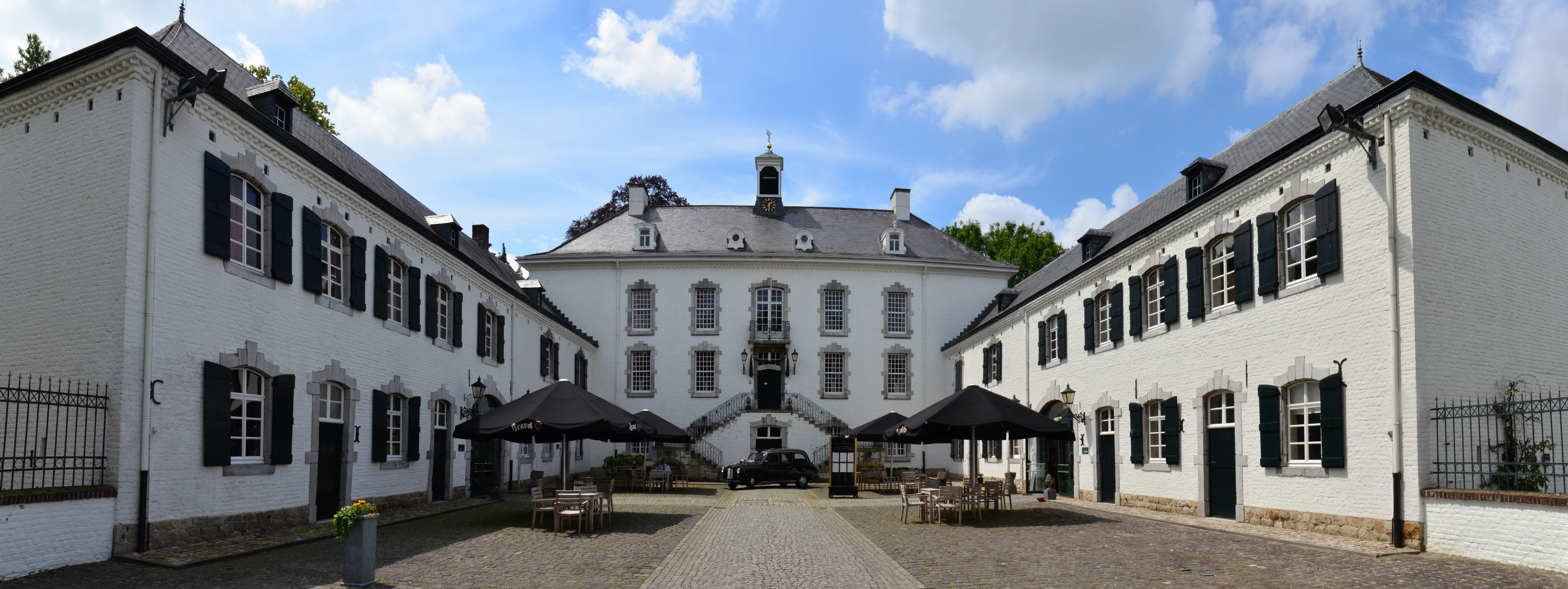
Schloss Vaalsbroek – Landsitz der Familie

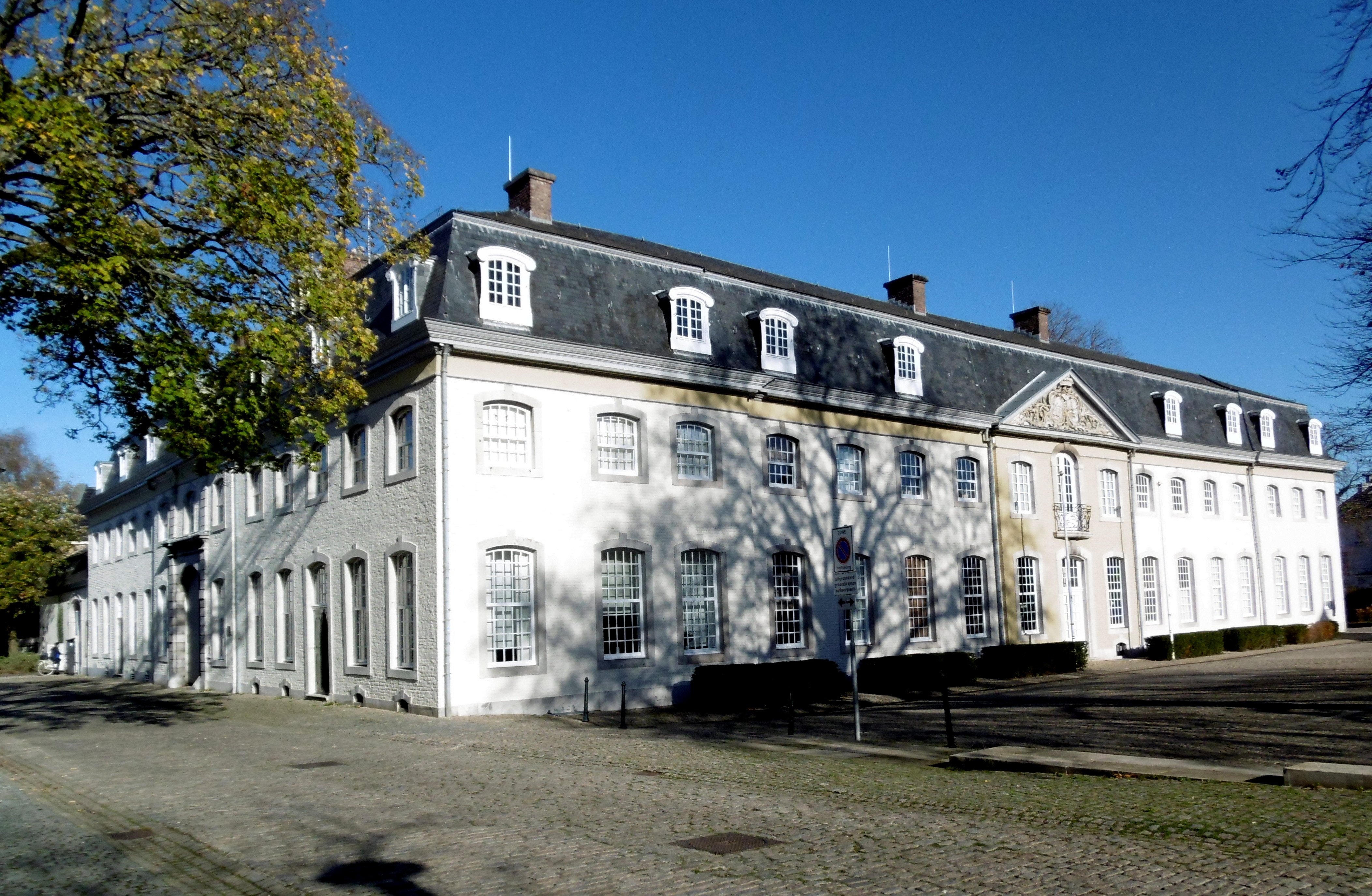
Haus Clermont, zentrale Fabrikanlage in Vaals

So erwarb Clermont im Jahr 1761 von Anton Ullrich Lamberts von Cortenbach zunächst den baufälligen Adelssitz Vaalsbroek mit der Vaalsbroeker Mühle und baute die Reste des Gebäudes aus dem 15. Jahrhundert schrittweise zu seinem Landsitz, dem heutigen Schloss Vaalsbroek mit Wohnhaus, Bürotrakt und Fabrikationsanlage um. Im Jahre 1765 war schließlich die Anlage fertiggestellt und die Tuchschererei, Färberei und Presserei konnten in vollem Umfang anlaufen. Zwischen 1761 und 1775 ließ er darüber hinaus von dem in Aachen lebenden Mailänder Baumeister und Architekten Joseph Moretti († 1793) im Zentrum von Vaals an dem Flüsschen Gau das heute so genannte von Haus Clermont als zentrale Fabrik und zusätzliche Wohnstätte erbauen. Das ursprüngliche Aachener Geschäft selbst wurde weiterhin bis zum Tode seiner Mutter im Jahr 1776 von ihr geführt und danach unter Clermonts Leitung mit seiner Vaalser Fabrik unter dem gemeinsamen Namen „Esaias Clermont sel. & Sohn“ verschmolzen. Erst ab 1786 übertrug er einen Teil seiner Leitung der gemeinschaftlichen Tuchhandlung in Aachen seinen Söhnen und Vettern, bis er 1793 deren Gesamtleitung seinem stellvertretenden Geschäftsführer überließ. Fortan hieß seine Firma „Esaias Clermont sel. Erben & Co“. Gemäß den Wünschen aller Mitgesellschafter behielt er aber noch die Oberaufsicht.
Bedingt durch den Einmarsch der Franzosen nach Deutschland ab 1792 und der Gründung des Arrondissement d’Aix-la-Chapelle innerhalb des Département de la Roer 1794 ordnete Clermont an, dass sein Aachener Handelsbüro nach Braunschweig verlegt werden solle, um von dort aus weiterhin mit den osteuropäischen Partnern Handel treiben zu können. Währenddessen war er dazu gezwungen, sich in Aachen und Vaals der französischen Besatzungsmacht zu beugen und anzupassen, um der drohenden Kontribution zu entgehen und seinen Betrieb aufrechterhalten zu können. Dadurch erhielt seine Firma aber auch Großaufträge für die französische Armee zur Herstellung und Lieferung von Stoffen für Militäruniformen. Nach seinem Tode im Jahre 1795 wurden die Geschäfte, die Fabrikationsanlagen und seine wichtigsten Immobilien von dreien seiner Söhne mit unterschiedlichem Aufgabengebiet übernommen und weitergeführt. Doch eine weitere Generationen später, auch als Spätfolge der Kontribution, ließen die Aufträge nach und ab dem Jahr 1825 erlosch das über insgesamt sieben Generationen geführte Familienunternehmen.

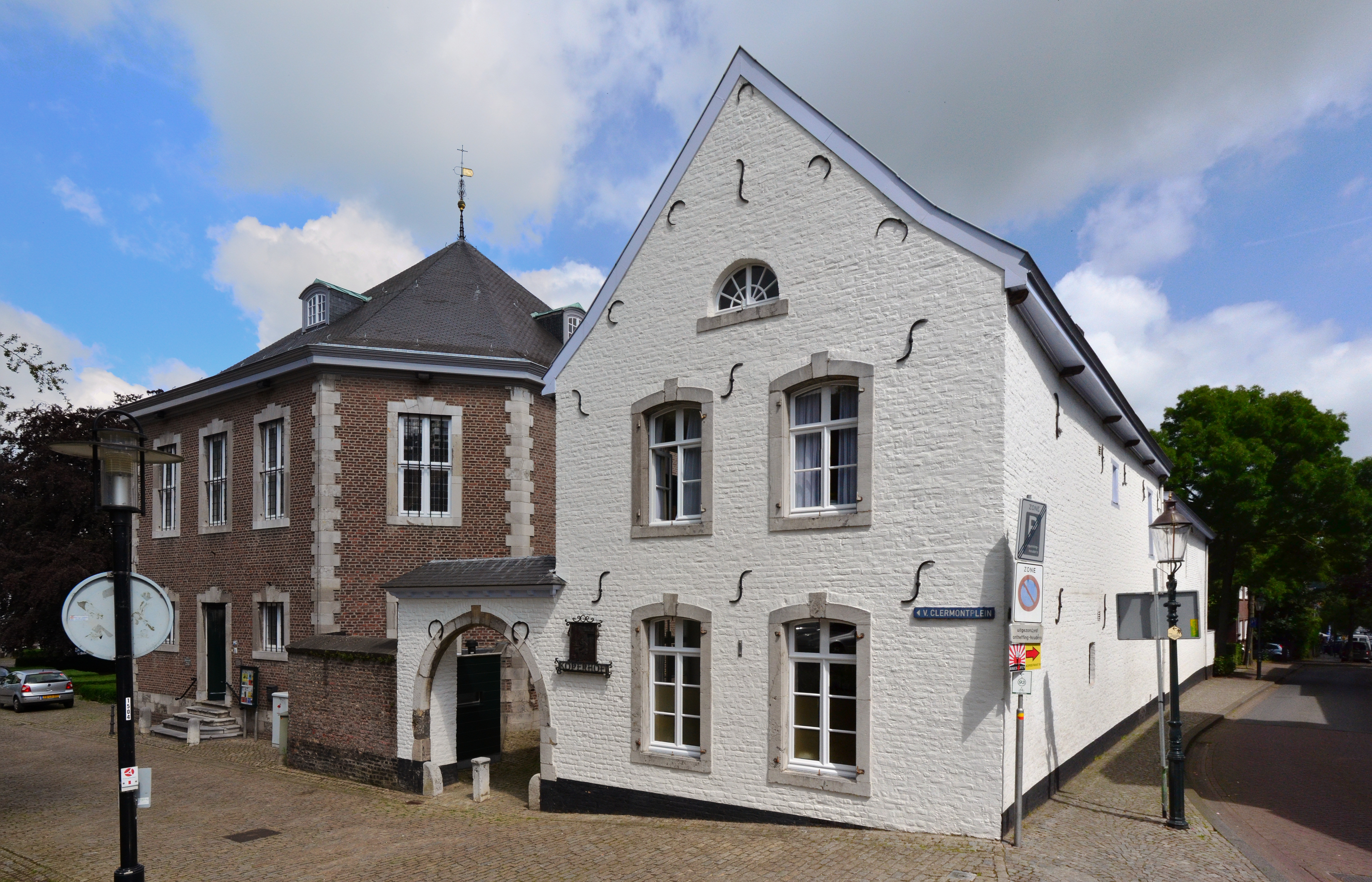
Lutherische Kirche De Kopermolen mit Kupfermühle, Stiftung der Familie Clermont
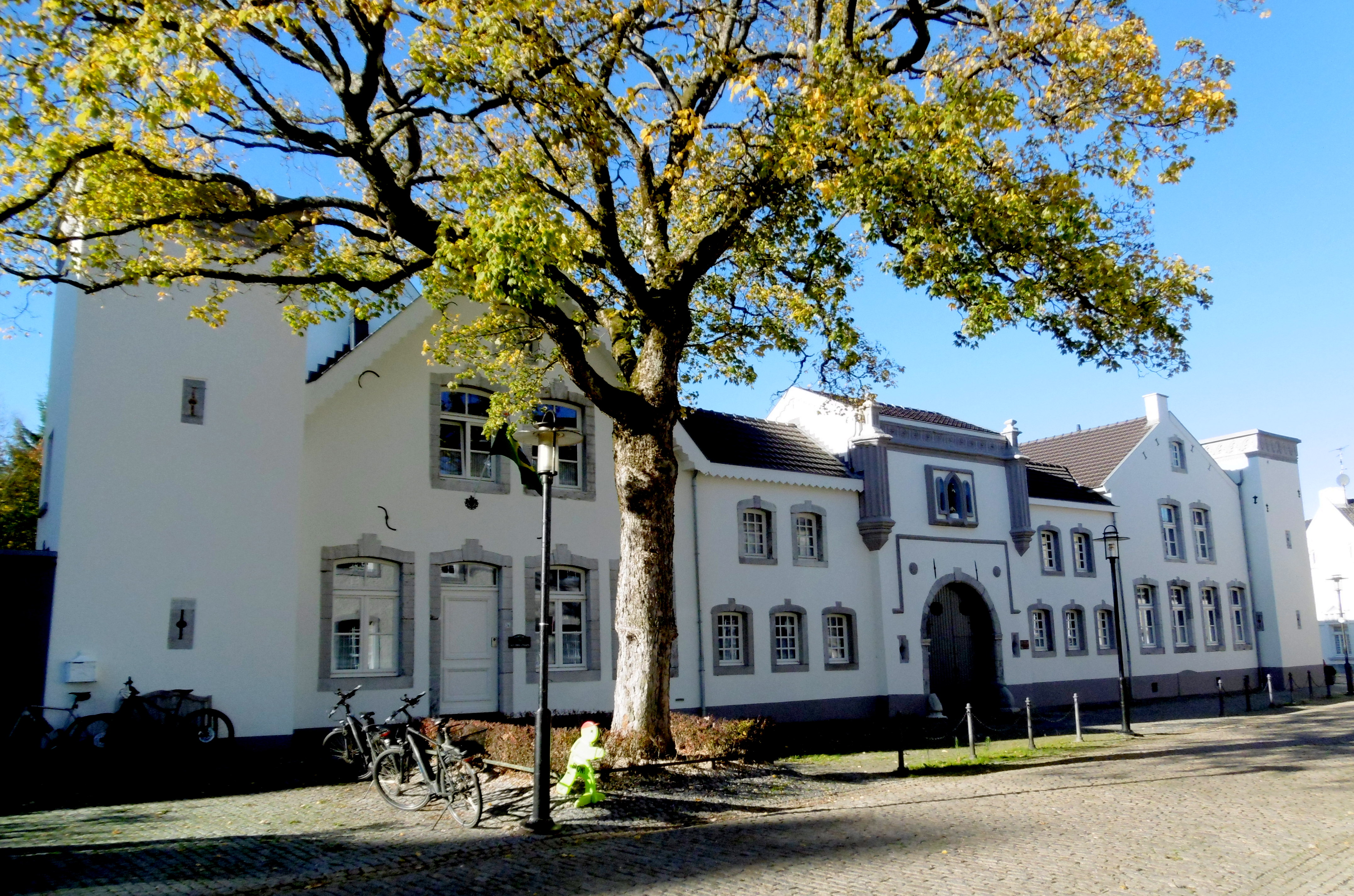
Färberei Haus Verves, zuvor Mennonitenkirche
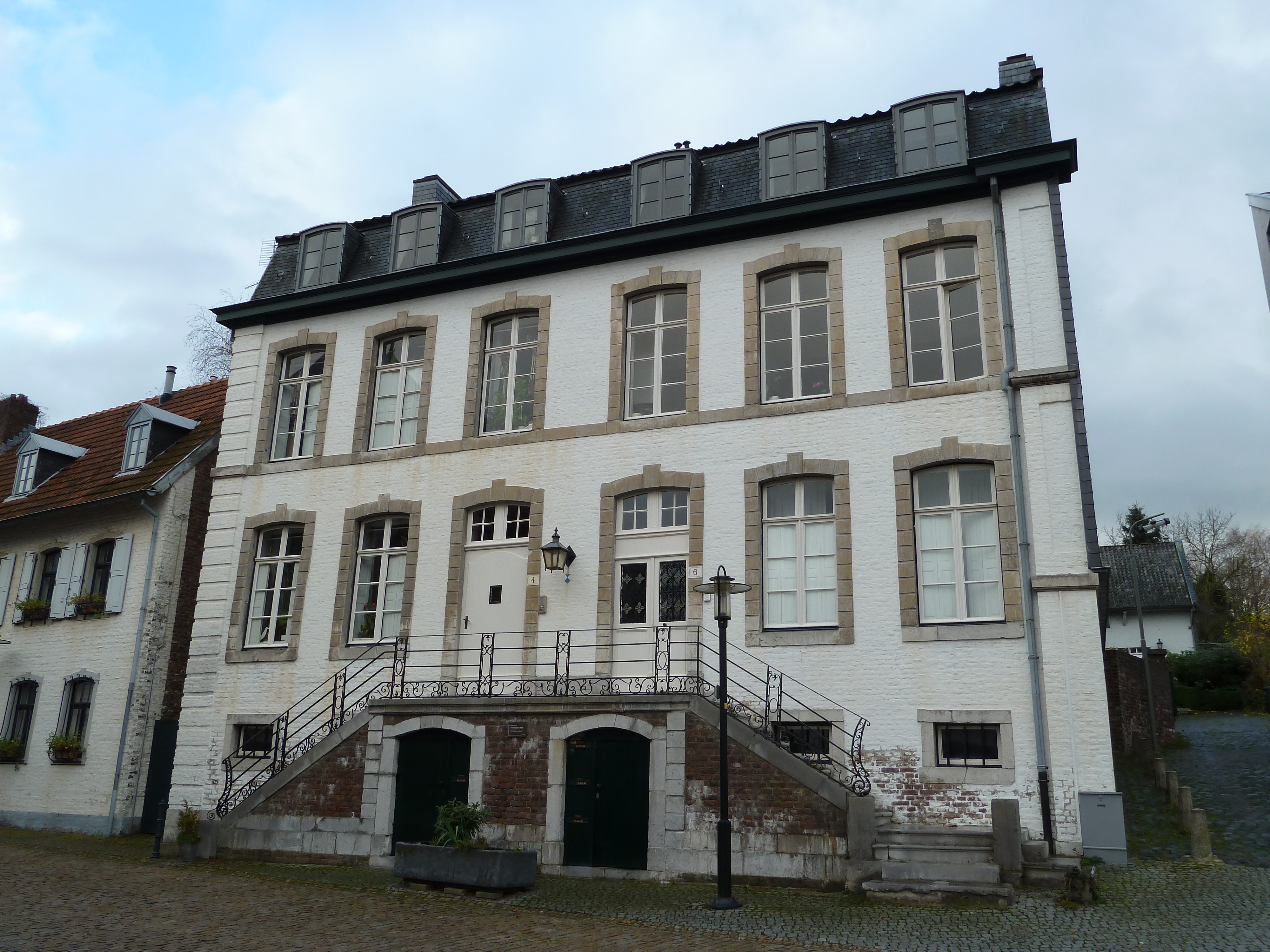
Meisterwohnung Clermontplein 4
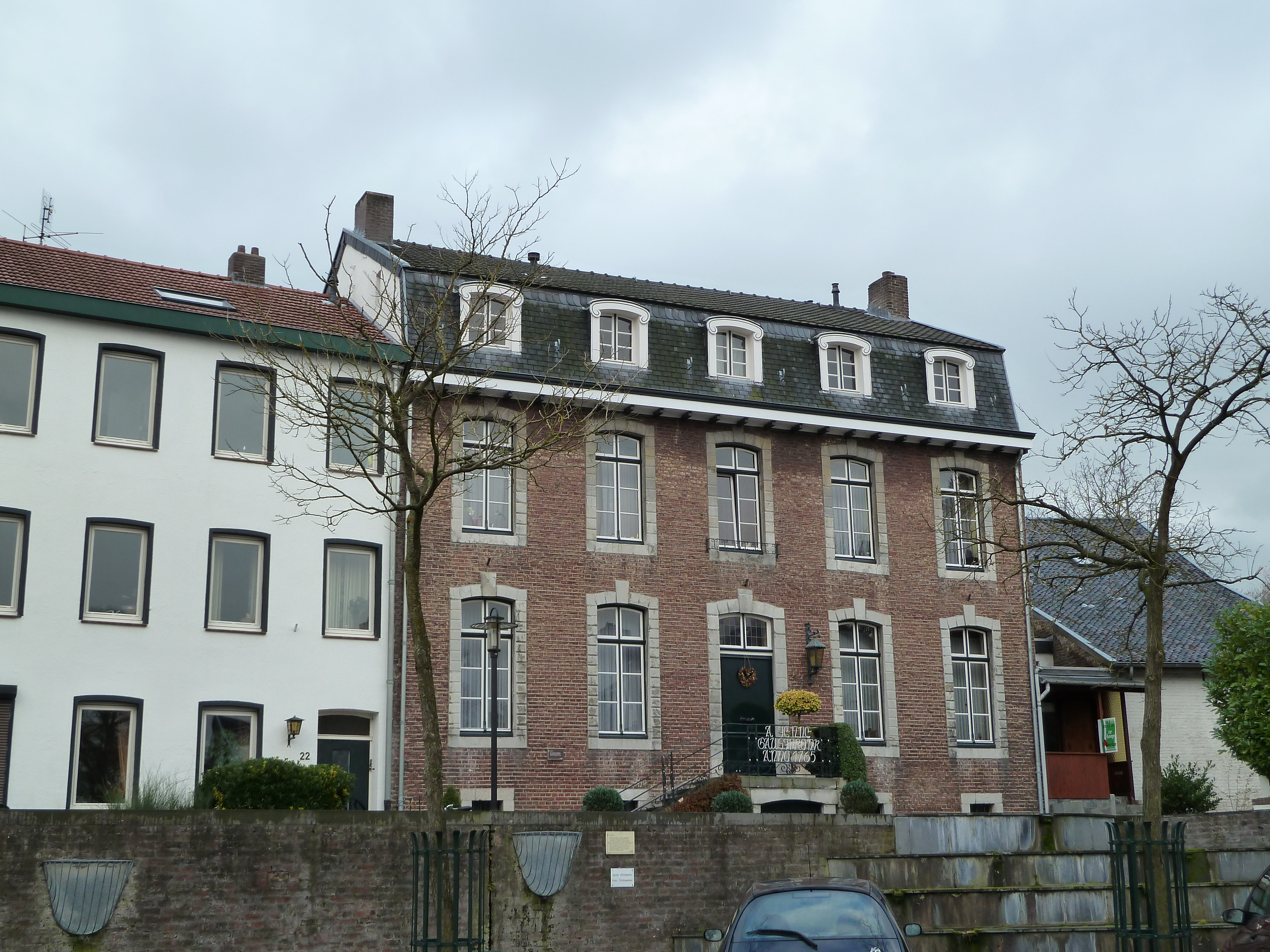
Meisterwohnung Clermontplein 24
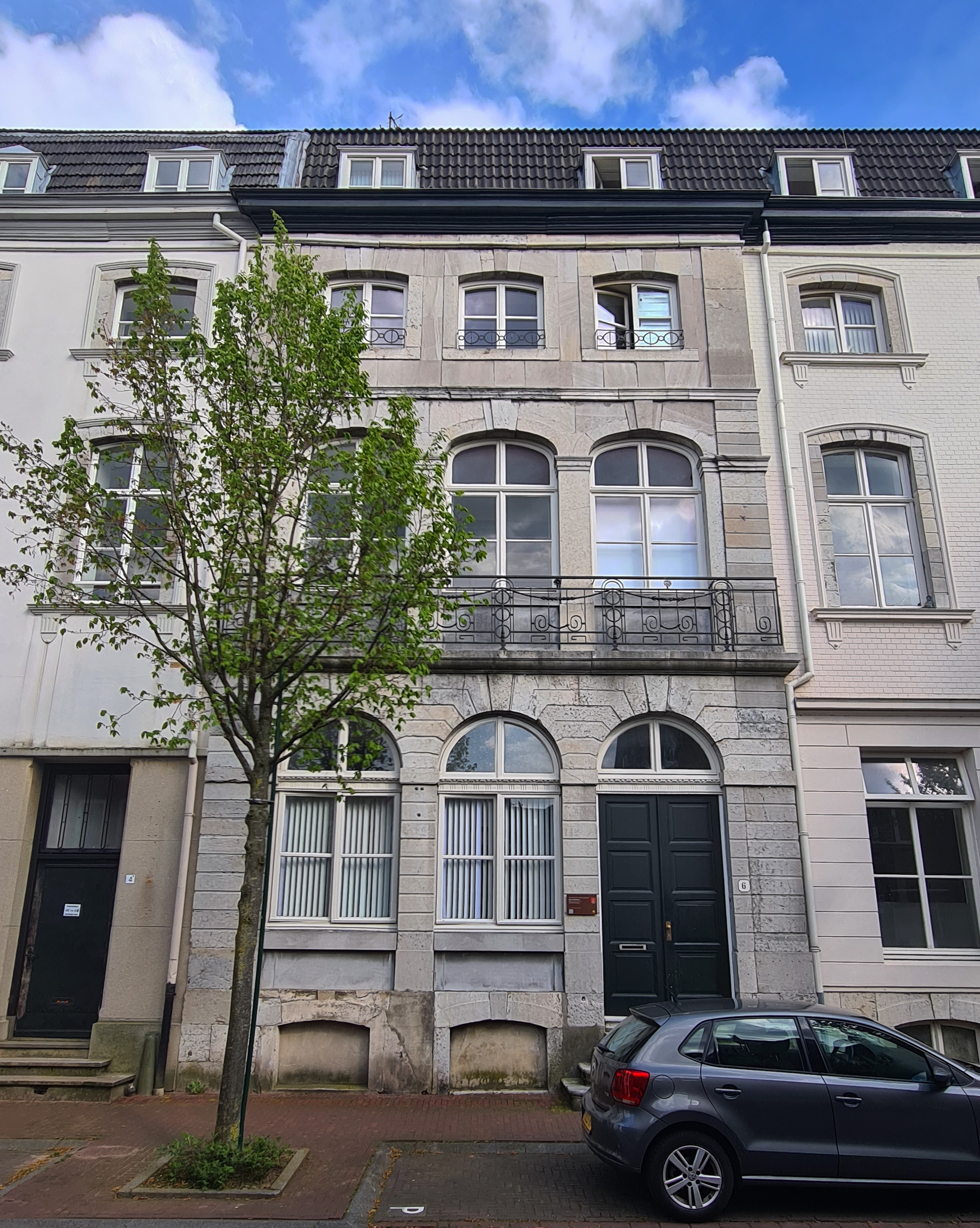
Haus im Kirchfeld, später Haus Binterim

## Johann Arnold von Clermont als Bauherr

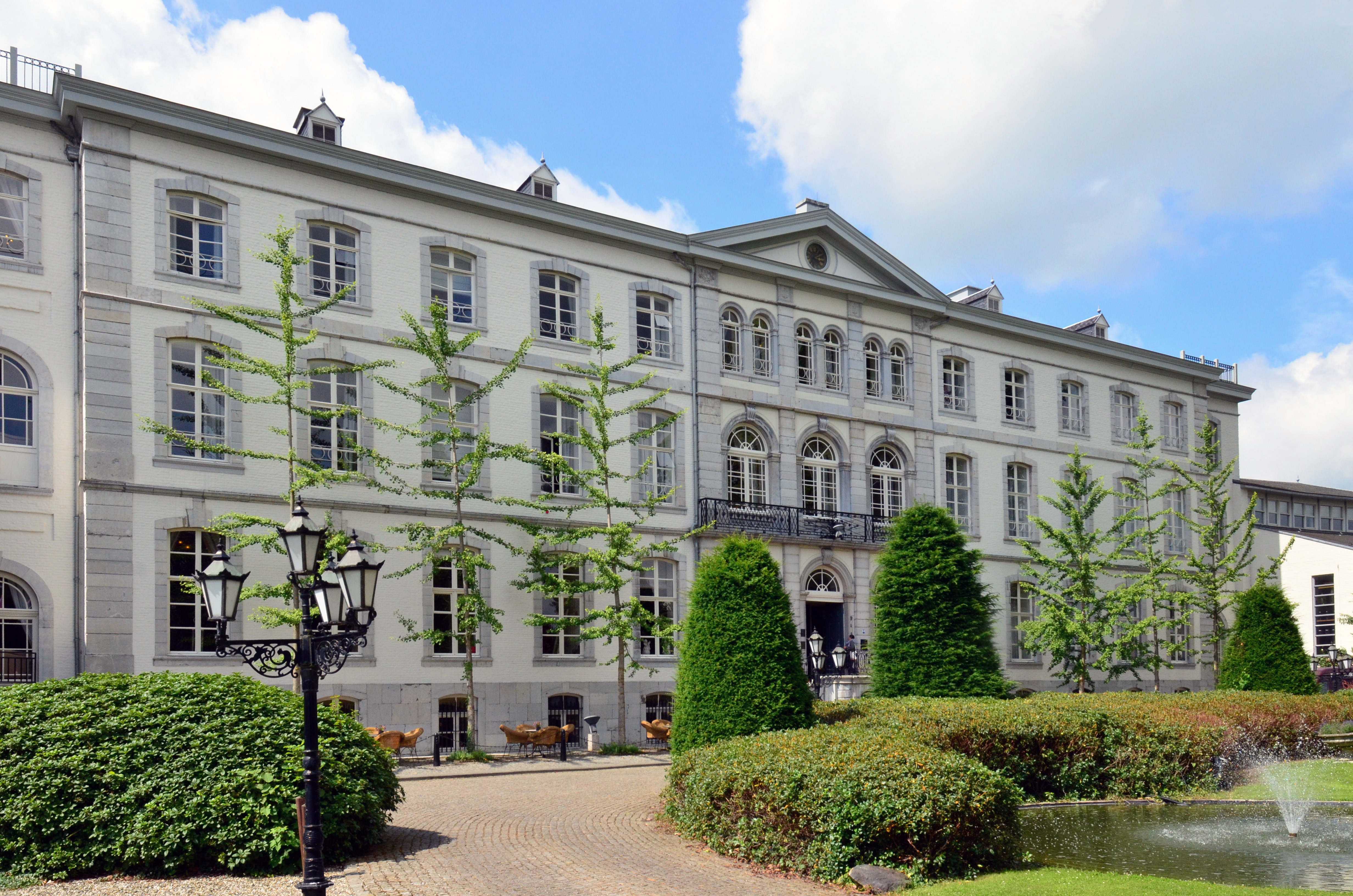
Schloss Blumenthal

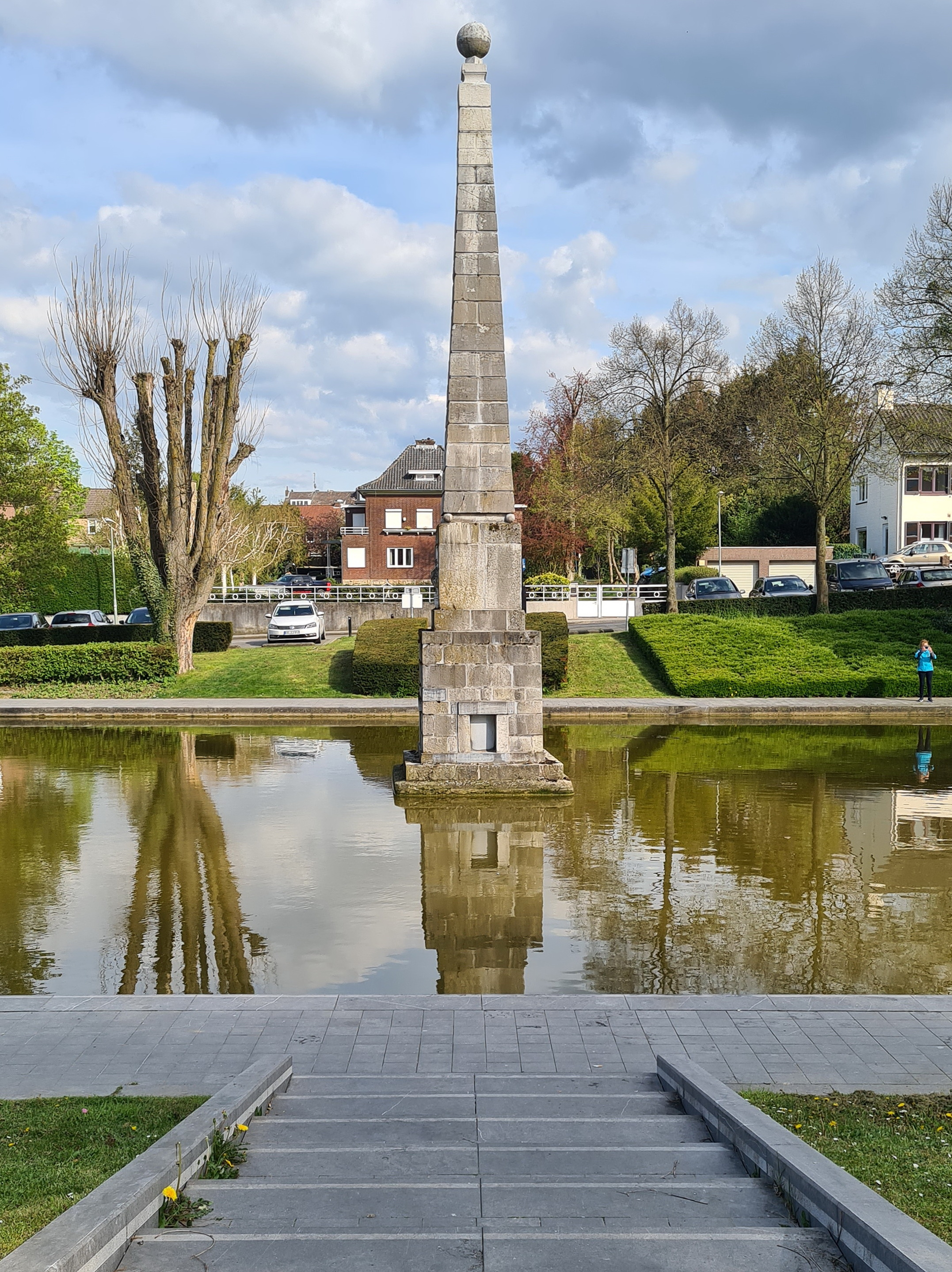
Vaalser Obelisk

Nachdem von Clermont 1761 das Kasteel Vaalsbroeck übernommen und ausgebaut hatte, erwarb er für seine zahlreichen Kinder und seine expandierenden Geschäfte weitere meist preiswerte Grundstücke und Immobilien in Vaals. Mehrere Patrizierhäuser ließ er für seine Familie oder seine Mitarbeiter oftmals in dem ihm eigenen Clermont’schen Stil in einem gefälligen Gelb umgestalten oder erbauen, wie z. B. das Haus Kirchfeld (1790), ein Wohnhaus für seinen Sohn und späteren Bürgermeister von Vaals, Carl Theodor Arnold von Clermont sowie in unmittelbarer Nachbarschaft des Clermont-Hauses zwei repräsentative Wohnhäuser (jeweils 1765) für seine leitenden Angestellten.
Darüber hinaus richtete er für seine geschäftlichen Belange ebenfalls noch weitere neue Webereien und Tuchfärbereien ein, darunter das Färbereigebäude Haus Verves in gegenüber dem Zentralbau, in dem etwa von 1740 bis 1780 ein Gotteshaus der Mennonitengemeinde von Vaals untergebracht war. Als Höhepunkt seiner Bauherrentätigkeit kaufte er im Jahre 1791 das heutige Schloss Blumenthal in Vaals und baute es zu einem zweiten prächtigen Wohnsitz und Repräsentationsgebäude im frühklassizistischen Louis-seize-Stil aus. Ein Jahr vor seinem Tode zog er in dieses allerdings erst zur Hälfte bewohnbare Gebäude um, wobei er dessen komplette Fertigstellung aber nicht mehr miterleben konnte. 
Aber auch in seiner Heimatstadt Aachen ließ Clermont mehrere komfortable Wohn- und Geschäftshäuser erbauen. Bei allen diesen Bautätigkeiten wurde er über viele Jahre hinweg und überwiegend von dem in Aachen lebenden Mailänder Baumeister und Architekten Joseph Moretti beraten.
Auf Grund seines Hanges zur Natur und zum Besinnlichen, ließ er bereits früh das Gelände um den Stammsitz Vaalsbroek herum zu einem prächtigen Park mit Enten- und Fischteichen, Wasserfällen, Obstplantagen und seltenen Baumgruppen nach englischem Muster ausstatten. Im Jahr 1788 ließ er in diesem Park für sich und seine Familie noch ein Mausoleum nach Plänen Morettis im Louis-seize-Stil errichten, in welchem er bereits zu seinen Lebzeiten die sterblichen Überreste dreier seiner sechzehn Kinder sowie seiner Frau nachträglich beisetzen lassen musste. Schließlich folgte noch die Errichtung einer 30-Fuß hohen Pyramidalsäule mit einem Januskopf, dem Vaalser Obelisk.
Da für ihn als Tuchfabrikant Wasser eine bedeutende Rolle spielte, wählte er seine Gebäude jeweils nicht nur nach ihrer Nähe zu einem Bach aus, sondern er sorgte auch dafür, dass viele der heimischen Bäche von Vaals neu kanalisiert wurden, was somit auch der gesamten Bevölkerung und anderen Industriezweigen zugutekam. Clermont hatte sich jedoch mit all diesen Vorhaben auf Grund der zunehmend nachlassenden Geschäftserlöse, unter anderem auch verursacht durch die Kontribution, finanziell übernommen und so waren seine Erben später dazu gezwungen, die meisten Immobilien zu verkaufen. Aus den Schlössern Vaalsbroek und Blumenthal sind nach mehreren Besitzerwechseln mittlerweile ansehnliche Hotelanlagen geworden, das zentrale Produktions- und Handelsgebäude in Vaals dient heute der Gemeinde als Rathaus, weitere Gebäude und Anlagen wurden von Privatpersonen übernommen.

## Weitere Aktivitäten

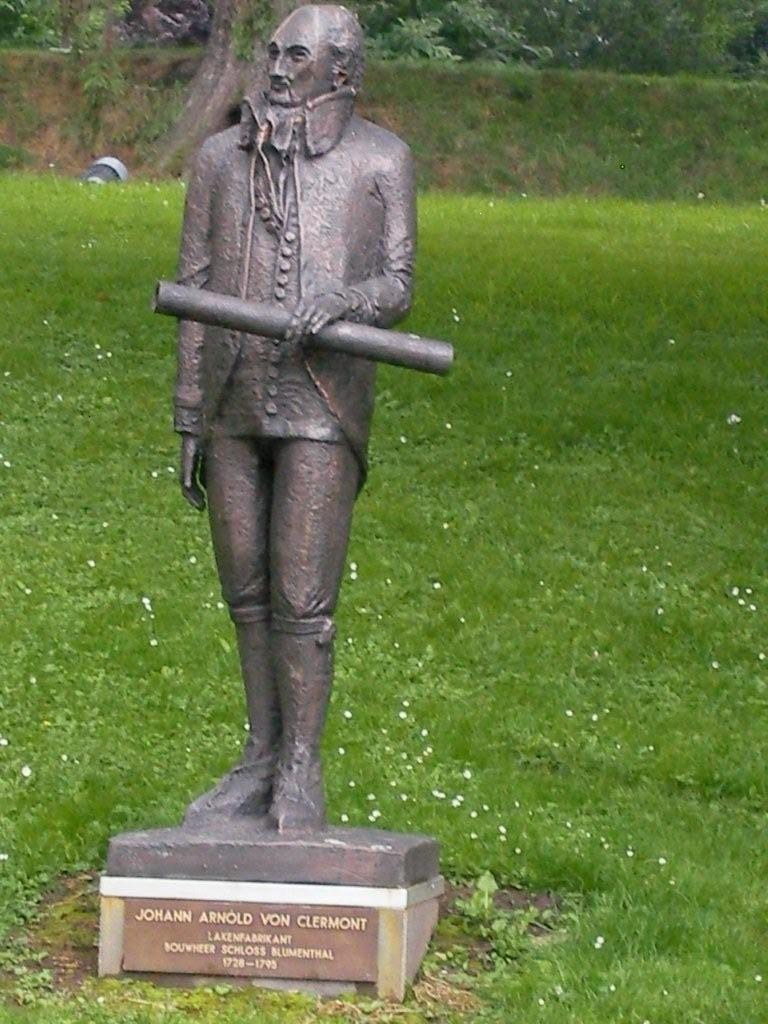
Clermont-Skulptur in Vaals

Johann Arnold von Clermont war seit frühester Jugendzeit ein vielseitig begabter und belesener Mensch. Dadurch war er für viele Zusatzaufgaben prädestiniert. So wurde er zum Vize-Schultheiß der Banken von Vaals, Holset und Vijlen berufen, ferner zum ehrenamtlichen Oberrichter des „Oberholzrichteramtes“ im Bezirk Malensbosch. Später 
wurde er unter der französischen Besatzung zum Finanz-Commissair der provisorischen Zentralregierung in Aachen akquiriert und schließlich noch zum Verwalter des Kantons Vaals bestimmt. Bei all diesen Aufgaben versuchte er stets gerecht und neutral zu urteilen und besonders als Finanz-Commissair Schaden von den Aachener und Vaalser Bürgern und Geschäftsleuten abzuwenden.
Dabei widmete er sich nebenbei weiterhin den Studien verschiedener Wissenschaftsbereiche und der schönen Künste. Er schrieb noch mehrere Aufsätze, wobei der bekannteste Aufsatz: „Freimütige Betrachtung eines Weltbürgers zum Wohle von Aachen“ im Jahre 1788 gleichzeitig als Mahnung und Verbesserungsvorschlag für die Stadt Aachen gedacht war.
Ihm und seiner Familie zu Ehren sind sowohl in Vaals als auch in Aachen Straßen nach ihm benannt worden.

## Familie

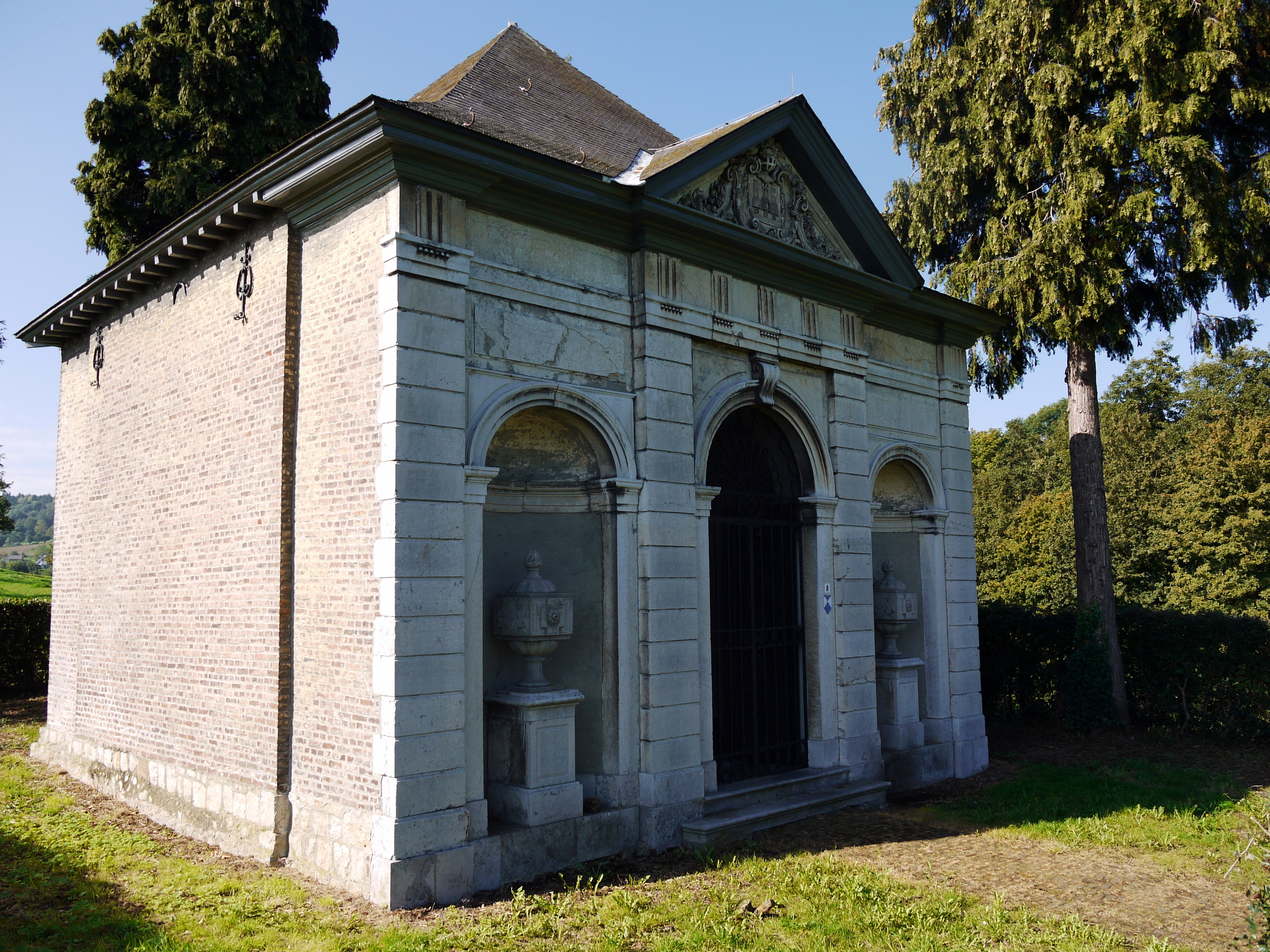
Mausoleum der Familie Johann Arnold von Clermont auf dem Areal von Schloss Vaalsbroek

Johann Arnold von Clermont war verheiratet mit Maria Elisabeth Emminghaus (1733–1783), Tochter des Hagener Oberbürgermeisters Heinrich Wilhelm Emminghaus (1682–1749). Mit ihr hatte er 16 Kinder, davon fünf Söhne und elf Töchter darunter:
- Carl Theodor Arnold (1756–1824), Herr auf Schloss Vaalsbroek, 1814 Präsident der Landesdeputation für das Roerdepartement und danach Erster Bürgermeister von Vaals. Er heiratete Marie Juliane Kopstadt (1763–1826), eine Tochter des Essener Bürgermeisters Heinrich Arnold Kopstadt (1719–1786) und der Juliana Catharina Clermont (1725–1770), eine Schwester von Johann Arnold von Clermont. Carl Theodor führte zusammen mit seinem Bruder
- Johann Adam Heinrich (1758–1826), Tuchfabrikant, erbte die väterlichen Betriebe.
- Ludwig Arnold von Clermont (1765–1824), Kaufmann von Beruf, war seit November 1795 mit seiner Cousine Clara Franziska (Claire) Jacobi (1777–1849) verheiratet, der Tochter von Friedrich Heinrich Jacobi und der Helene Elisabeth (Betty) von Clermont (1743–1784), eine weitere Schwester von Johann Arnold von Clermont
- Johann Heinrich Leopold (1771–1816) wurde Friedensrichter von Vaals und Gulpen.

Johann Arnold von Clermonts Töchter:
- Maria Juliana Elisabetht (1755–1785) heiratete Conrad Esaias Fabricius (1751–1824), Tuchfabrikant und Gemeindeältester in Burtscheid
- Eleonore Maria (1759–1845) heiratete den evangelischen Kanonikus Johann Arnold Kopstadt (* 1755), ein Sohn des Essener Bürgermeisters Heinrich Arnold Kopstadt (1719–1786) und zuvor erwähnten Juliana Catharina Clermont.
- Carolina Helene (1761–1825) heiratete in zweiter Ehe den General Georg August Heinrich Freiherr von Kinkel (1741–1827),
- Johanna Katharina Luisa (1763–1844) heiratete ihren Neffen und Tuchfabrikanten in Braunschweig, Johann Friedrich Jacobi (1765–1831), Sohn von Friedrich Heinrich Jacobi und Helene Elisabeth (Betty) Clermont
- Helene Sophie Fredrike von Clermont (1764–1799) wurde im Jahre 1794 die erste Ehefrau des Johann Peter (Eduard) Jacobi (1760–1830), Kaufmann in Düsseldorf, der jüngste Sohn des Kommerzienrats Johann Konrad Jacobi und Halbbruder von Friedrich Heinrich Jacobi, dem Gatten ihrer Tante Betty von Clermont.[1]
- Juliane (1766–1853) heiratete 1788 den Essener Bürgermeister Johann Conrad Kopstadt, ein weiterer Sohn des bereits erwähnten Bürgermeisters Heinrich Arnold Kopstadt und der Juliane Catharina Clermont
- Charlotte (1773–1868) heiratete den General und Träger des Pour le Mérite, Franz Friedrich Karl Ernst von Klüx (1776–1858)

Familienporträts – Gemälde von Nicolas Monpeur
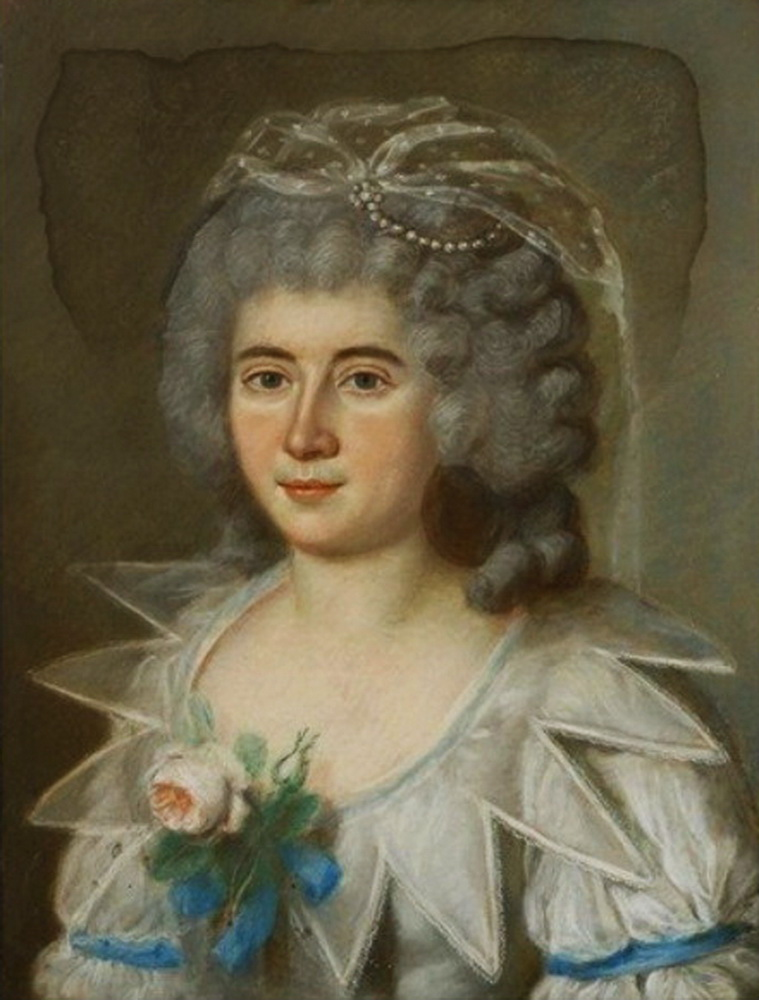
Mutter Maria Elisabeth Emminghaus
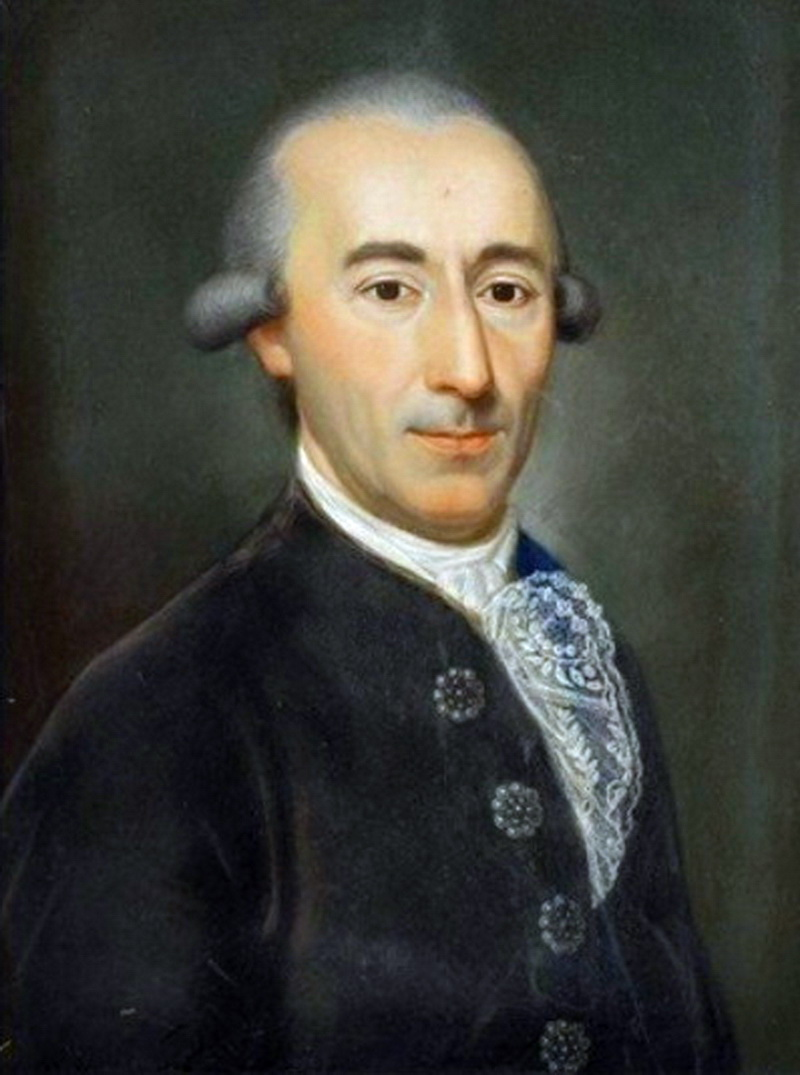
Carl Theodor Arnold, Bürgermeister
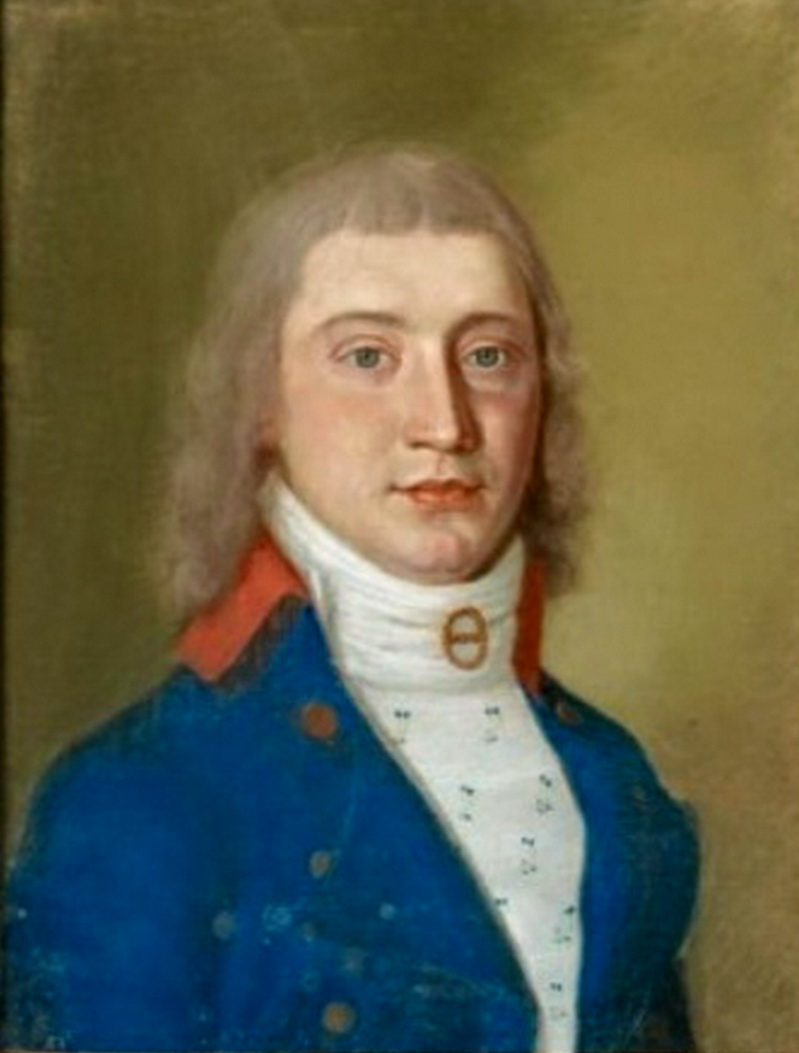
Johann Heinrich Leopold, Friedensrichter
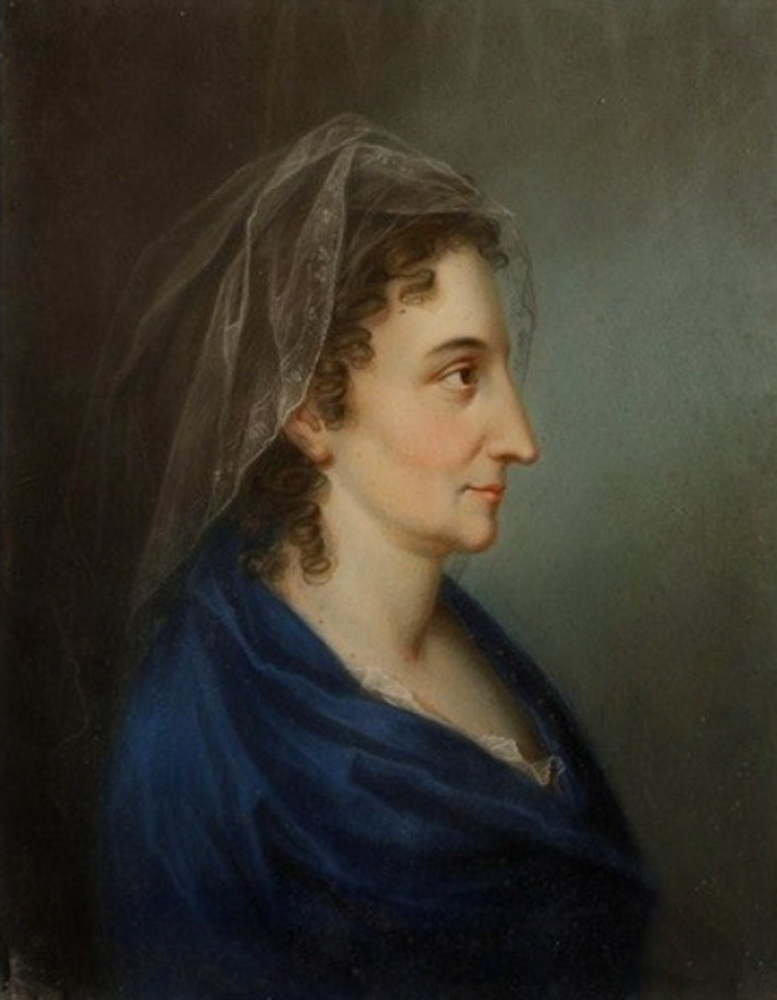
Maria Juliana Elisabeth, älteste Tochter

## Werk (Auswahl)
- Freimütige Betrachtungen eines Weltenbürgers zum Wohle von Aachen. Druck Frankfurt am Main und Leipzig, 1788 (Digitalisat).
- Beytrag zu den Verbesserungs-Vorschlägen in Betreff der Kaiserlichen Freyen Reichsstadt Aachen besonders ihrer Tuch-Manufacturen. [Düsseldorf : Dänzer], 1789 (Digitalisierte Ausgabe der Universitäts- und Landesbibliothek Düsseldorf).